# Natewisch
De Natewisch (ook: Naetswyc; Naatswyk; Taatswijk; Tuetsch-werch; Teutswyk;) is een kasteel van het type solitaire woontoren, en een voormalige erkende ridderhofstad bij Amerongen, gemeente Utrechtse Heuvelrug in de Nederlandse provincie Utrecht.

## Geschiedenis
De naam Natewisch heeft mogelijk betrekking op de natte weiden in de omgeving.
Een andere mogelijkheid is dat de naam is afgeleid van "Na ter Wisse". Het noordelijk deel van de weer waarin het huis Natewisch is gelegen heet ter Wisse. Ook de achternaam van der Wis komt in Amerongen voor.
Op de plek van de Natewisch stond in de dertiende eeuw mogelijk al een huis, dat omstreeks 1270 in leen gegeven werd aan Gijsbert van Zuylen. Vergelijkend onderzoek van het baksteenformaat lijkt de bouw van de woontoren in de 14e eeuw te plaatsen.
Volgens de oudst bekende leenakte en vooralsnog oudste vermelding van de Natewisch uit 1403 was Natewisch een leen van de graaf van Gelre naar Zutphens recht en lag samen met andere goederen als kasteel Duurstede, als een Gelderse exclave binnen het territorium van de Utrechtse bisschop.
De eerste leenman was vermoedelijk Gijsbert van Zuylen. Vanaf 1270 tot 1689 bleef de Natewisch in bezit van de familie Van Zuylen van Natewisch. Op 27 oktober 1536 werd Natewisch als riddermatig goed erkend door de Staten van Utrecht.
Binnen het Zutphens leenrecht was het mogelijk dat vererving plaats vond via de vrouwelijke lijn. Dit gebeurde in 1663 toen David III van Zuylen van Natewisch, Heer van Natewisch, gehuwd met Maria de Rede tot Nederhorst, zonder mannelijke nakomelingen overleed. Hun dochter Emerentia (Emerentina) Geertruid van Zuylen erfde Natewisch. Emerentia trouwde in 1671 met Joost Taets van Amerongen, hoofdschout van Wijk bij Duurstede en hoogheemraad van de Lekdijk Bovendams. Na het overlijden van Emerentia kwam Natewisch door vererving in het bezit van leden van familie Taets van Amerongen. In 1961 is de rechtspersoon, stichting Taets van Amerongen van Natewisch, eigenaar geworden van de Natewisch.
Op de vroegste afbeelding van Natewisch, een tekening van Roelant Roghman uit 1646/47, is een woontoren van drie verdiepingen hoog met een leistenen schilddak op een omgracht terrein te zien. Aan de noordzijde bevond zich een aanbouw die vermoedelijk als portiek of trappenhuis diende. Ten noorden van de toren is een 16de-eeuws gebouwencomplex en een poortgebouw op een gemetselde stenen brug over de gracht te zien.
Tussen 1721 en 1730 werd Natewisch door Gerard Godart Taets van Amerongen ingrijpend verbouwd. Volgens een tekening van Jan de Beijer uit 1744 had de toren nu aan de noordzijde een traptoren, en was er een drieledige woonvleugel aangebouwd.
Tussen 1871 en 1873 werden alle 18e- en 19e-eeuwse delen weer gesloopt; alleen de toren bleef staan. Deze werd in 1937-38 grondig gerestaureerd.

## Huidige situatie
De middeleeuwse woontoren is, volgens het Kastelenlexicon van het Kenniscentrum voor Kasteel en Buitenplaats (NKS), nog intact. Een deel van het terrein is rijksbeschemd archeologisch monument.
Kasteel Ter Aa (Breukelen) ·
Aastein ·
Slot Abcoude ·
Amaliastein ·
Nieuw-Amelisweerd ·
Oud-Amelisweerd ·
Kasteel Amerongen ·
Kasteel Batestein (Harmelen) ·
Kasteel Batestein (Vianen) · 
De Beest ·
Bergestein ·
Beverweerd ·
Blasenburg ·
Blikkenburg ·
Blommesteyn ·
Bolenstein ·
Bolsweerd ·
Bottestein ·
Kasteel Broekhuizen ·
Bruinenburg ·
Huis Cammingha ·
Clarenborg ·
Coelhorst ·
De Batau ·
Dompselaer ·
Huis Doorn ·
Drakenburg (kasteel) ·
Drakensteyn ·
Kasteel Duurstede ·
Huis Ter Eem ·
Eijkelenburg ·
Emmickhuizen ·
Den Engh ·
Essenstein ·
Everstein (Everdingen) ·
Everstein (Jutphaas) ·
Den Eyck ·
Galesloot ·
Kasteel Geerestein ·
Gildenborgh ·
Kasteel Ten Goye ·
Grauwert ·
Grijpestein ·
Groenestein (Langbroek) ·
Kasteel Groeneveld (Baarn) ·
Groenewoude (Woudenberg) ·
Gunterstein ·
Kasteel de Haar ·
Kasteel Hagestein ·
Hamtoren ·
Kasteel Hardenbroek ·
Huis Harmelen ·
Ridderhofstad Heemstede ·
Kasteel Heemstede ·
Heimenberg ·
Heimerstein ·
Huis Herlaar ·
Ter Heul ·
Heulestein ·
Hindersteyn ·
Kasteel Ter Horst (Achterberg) ·
Isselt ·
Kasteel IJsselstein ·
Jagenstein ·
Kersbergen ·
Killestein ·
Kronenburg (kasteel) ·
Kasteel Levendaal ·
Lichtenberg (Woudenberg) ·
Lievendaal (Amerongen) ·
Landgoed Linschoten ·
Kasteel Linschoten ·
Lockhorst ·
Kasteel Loenersloot ·
Kasteel Lunenburg ·
Huis Maarsbergen ·
Marckenburg ·
Ter Meer ·
Ter Mey (Haarzuilens) ·
Huis te Mijdrecht ·
Huis te Mijnden ·
Kasteel Moersbergen ·
Kasteel Montfoort ·
Natewisch ·
Te Nesse ·
Kasteel Nijenrode ·
Nijenstein ·
Nijeveld ·
Noordwijk (Langbroek) ·
Huis te Oosterwijk ·
Oostwaard (Utrecht) ·
Op de Bol ·
Oud-Broekhuizen ·
Ridderhofstad Oudaan ·
Huis Oudegein ·
Oudenhorst ·
Plettenburg (kasteel) ·
Huis De Polle ·
Prattenburg ·
Kasteel Putkop ·
Randenbroek (park) ·
Remmerstein ·
Kasteel Renswoude ·
Rhijnauwen ·
Kasteel Rhijnestein ·
Huis Riebeek ·
Kasteel Rijnenburg ·
Rijnestein ·
Rijneveld ·
Kasteel Rijnhuizen ·
Rijningen ·
Huis Rijnsweerd ·
Rijpickerwaard · 
Kasteel Rijsenburg ·
De Roetert ·
Rumelaar ·
Kasteel Ruwiel ·
Royestein ·
Kasteel Sandenburg ·
Kasteel Schalkwijk ·
Kasteel Schonauwen ·
Schurenburg ·
Snaafburg ·
Snellenburg ·
Paleis Soestdijk ·
Steenhuis (Lopik) ·
Kasteel Sterkenburg ·
Stormerdijk ·
Landgoed Stoutenburg ·
Ten Massche ·
Valkenburg (Rhenen) ·
Huis te Velde ·
Kasteel Veldenstein ·
Hofstede te Vliet ·
Huis te Vleuten ·
Huis te Vliet (Lopik) ·
Huis te Vliet (Oudewater) ·
Vogelpoel ·
Huis te Voorn ·
Vredelant ·
Vronestein ·
Vuijlcop ·
Kasteel Walenburg ·
Wayenstein (Amerongen) ·
Kasteel Weerdenburg ·
Weerdesteyn ·
Weerestein ·
Hof ter Weyde ·
Wickenburgh ·
Wijnestein ·
Wiltenburg (Utrecht) ·
Kasteel van Woerden ·
Huis Woudenberg ·
Huis te Woudenberg (I) ·
Huis te Woudenberg (II) ·
Wulven ·
Kasteel Oud-Wulven ·
Wulvenhorst ·
Slot Zeist ·
Kasteel Zuilenburg ·
Zuileveld ·
Slot Zuylen ·
Huis Zuylenstein